# なにわ筋線

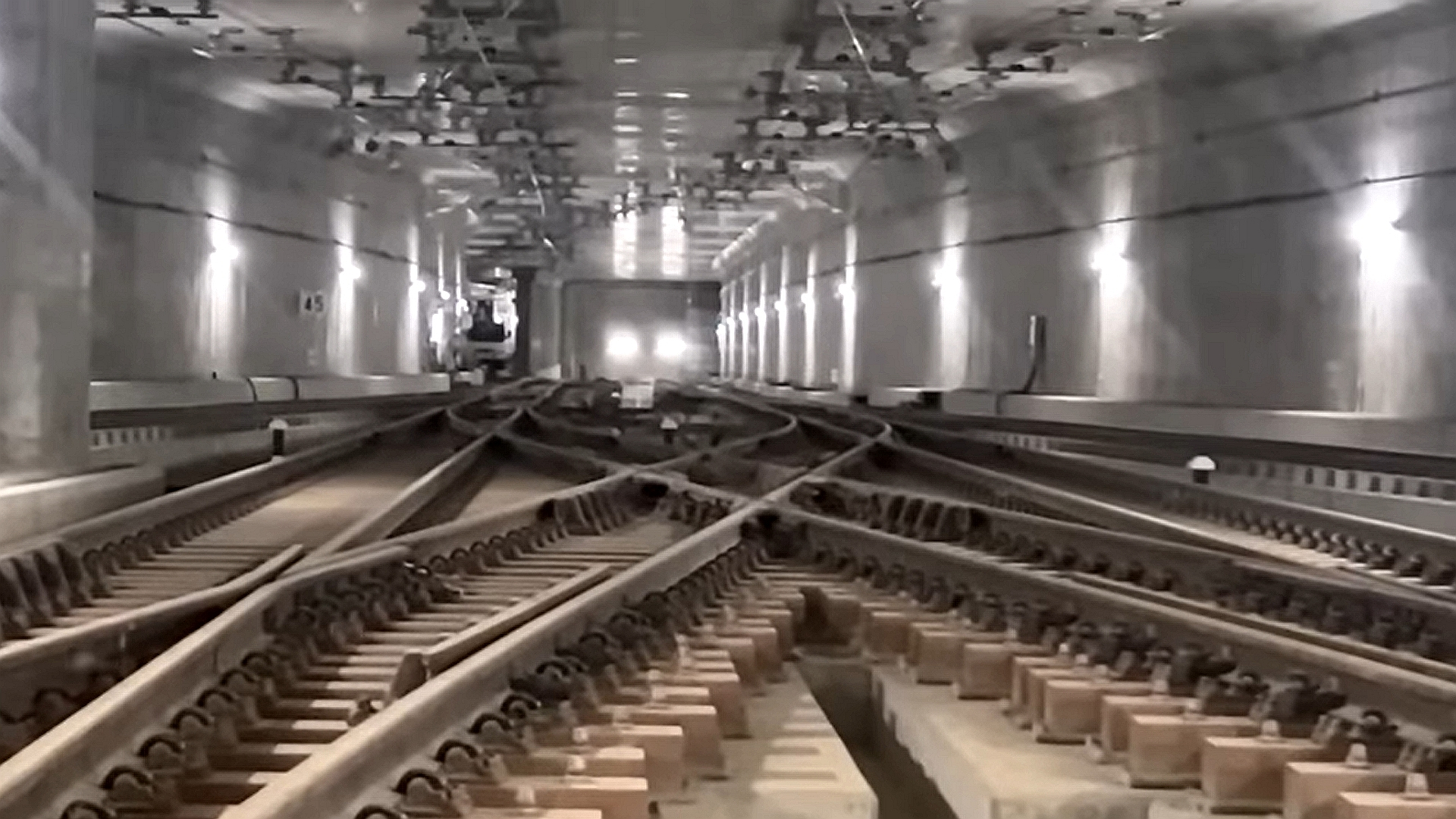
大阪駅側の準備工事（写真中央のヘッドライトが見える箇所）左側の地上光が差し込む単線トンネルが西九条方面につながる梅田貨物線（2023年3月18日）

なにわ筋線（なにわすじせん）は、大阪府大阪市北区の大阪駅から同市浪速区のJR難波駅まで、および同市西成区の新今宮駅までを、なにわ筋の地下を経由して結ぶ予定の鉄道路線（予定線）。路線名は仮称である。関西高速鉄道が第三種鉄道事業者として整備し、完成後に西日本旅客鉄道（JR西日本）および南海電気鉄道（南海）が第二種鉄道事業者として運行を行う計画である。
2019年（令和元年）7月10日、国土交通省より鉄道事業を許可された。2031年（令和13年）春に開業を予定している。
本項目において、事業計画の解説で「北梅田駅」とあるのは、現在の大阪駅（うめきたエリア）地下ホームを指す。

## 計画の経緯
東海道・山陽新幹線が発着し大阪の陸の玄関口となっている新大阪駅から梅田・中之島・難波を結ぶ「なにわ筋線」の計画構想は1980年代からあり、1989年（平成元年）5月の運輸政策審議会答申第10号「大阪圏における高速鉄道を中心とする交通網の整備に関する基本計画について」において、新大阪駅（淀川区）と湊町駅（現：JR難波駅）および汐見橋駅（浪速区）間を2005年までに整備する路線として位置づけ、2004年（平成16年）10月の近畿地方交通審議会答申第8号「近畿圏における望ましい交通のあり方について」においても「中長期的に望まれる鉄道ネットワークを構成する新たな路線」として盛り込まれている。また、太田房江大阪府知事（当時）を会長とする近畿開発促進協議会（2007年6月解散、関西広域機構へ統合）の2007年6月の協議では、なにわ筋線を「大阪都心を南北に縦断する都市交通線として重要である」と位置づけて早期具体化を示していた。
2008年11月に大阪府知事（当時）の橋下徹は、大阪の都市軸を東西に広げるためのインフラ整備の一環として、大阪北ヤード - JR難波駅間の建設を挙げ、「関空活性化に不可欠」と国に働きかけ、国土交通大臣（当時）の金子一義が関西国際空港（関空）へのアクセス改善策として検討を表明し、国土交通省がJR西日本・南海・大阪府・大阪市からなにわ筋線建設に向けた基本合意を取り付けるとされた。 また、2009年4月17日にはJR西日本や関西大手私鉄5社・大阪府・大阪市・関西経済界の首脳が懇談会を開催して、大阪都心部と関空を30分台でつなぐ「なにわ筋線」について、建設が必要との認識で一致した。 
数千億円規模となる建設費がネックとなって議論が停滞していたが、外国人観光客が増加したことを背景に2014年（平成26年）以降、府・市・JR西日本・南海電鉄による協議が改めて本格化した。2017年（平成29年）1月26日の定例会見で大阪市長（当時）の吉村洋文は、「なにわ筋線は南海とJRで最終の調整協議が行われている。2025年の大阪万博での開業は物理的、技術的に到底間に合わない。完成は2030年頃だと思う。」と述べた。
2017年（平成29年）5月23日に、4者に阪急を加えた5者の間で「大阪・関西の成長に必要な鉄道ネットワークの強化に向け」なにわ筋線建設に向けた取り組みを協力して進めていくことで一致したことを発表し、計画概要が明らかにされた。2031年春の開業を目標としている。
2018年（平成30年）2月から「大阪都市計画都市高速鉄道なにわ筋線」として大阪市において環境影響評価手続きが開始されている。2019年3月には沿線の5地域において都市計画素案説明会が行われている。

## 計画概要
2017年（平成29年）5月23日に公表された計画では、大阪駅北地区（北区大深町）の地下に建設中の北梅田駅（仮称）からなにわ筋の地下を南下し難波周辺に至るルートが予定されている。JR難波駅の北方でJRと南海が分岐し、それぞれJR難波駅・新今宮駅に至る計画となっている。大阪駅北地区では2015年よりJR西日本が自社事業として梅田貨物線の地下化事業に着手しており、なにわ筋線はこれに接続されることが想定されている。概算事業費は、設置する駅の数を絞ったため、3,300億円と報じられている。
建設にあたっては第三セクターが事業主体となり、国土交通省の地下高速鉄道整備事業費補助を活用した上下分離方式による建設・営業（JR西日本と南海が運行を担当）が想定されている。これについては、JR西日本が自社が主に建設費を負担している北梅田駅まで南海の営業権が及ぶことに難色を示し、交渉は難航していたが、南海がJR西日本に使用料を支払うことで合意したと報じられており、北梅田駅までの鉄道事業許可を南海が取得し、JR西日本と南海の両社が新大阪駅 - 関西空港駅間を共同運行する計画であると報じられている。
事業スキームについては大阪府と大阪市の間で協議が行われ、2017年9月19日には、大阪府と大阪市、JR西日本が出資する第三セクターである関西高速鉄道が建設事業主体および第三種鉄道事業者（施設保有者）となること、総事業費3,300億円のうち自治体の負担分1180億円を府市で590億円ずつ折半することが決まった。このスキームにより、開業後40年で整備主体の累積収支が黒字に転換し、事業採算性が確保できるとしている。2019年7月10日付で国土交通省がこのスキームに基づく鉄道事業認可を行った。
2020年3月25日のJR西日本によるニュースリリースでは東海道本線支線地下化・新駅設置事業により「北梅田駅」の仮称で建設が進められていた新駅を大阪駅の地下プラットホームとして取り扱うことが発表され、2022年12月16日の開業日発表以降は「大阪駅」の駅名を用い、2023年3月18日に開業した。

### 共用区間（大阪 - 西本町）
2019年3月の都市計画素案説明会の資料によれば、梅田貨物線と分岐後、複線シールドトンネルで35パーミルの下り勾配を潜り、国道2号地下で阪神本線・JR東西線と交差後はなにわ筋の地下を単線シールドトンネル2本で進み、中之島駅（仮称）は堂島川と土佐堀川に挟まれた場所に位置することもあり、地下4階と5階に単式ホームを重層に設ける計画としている。そこから34パーミルの上り勾配で進み、西区阿波座・阿波座1丁目交差点付近に建設される西本町駅（仮称）は島式ホーム1面2線となる計画。

### JR西日本（西本町 - JR難波）
JR西日本は、大阪駅 - JR難波駅間の運行主体となることが想定されている。
2019年3月の都市計画素案説明会の資料によれば、西本町駅（仮称）から分岐したJRルートは複線トンネルにより20パーミルの上り勾配を進み、長堀通の南でなにわ筋の地下から外れて民間所有地の地下を進み、JR難波駅へと接続する計画となっている。民間所有地においては都市計画区域を地下部分に立体的に設定した上で、区分地上権を設定して土地所有者に補償を実施する（すなわち用地取得を行わない）計画としている。
関西本線（大和路線）のJR難波駅と同駅 - 今宮駅間 1.3kmを1996年になにわトンネルとして地下化しており、この地下化でJR難波駅のホームの構造は頭端式から通過式に変更され、なにわ筋線との接続・直通を準備した構造となっている。

### 南海（西本町 - 新今宮）
南海は、大阪駅 - 新今宮駅間の運行主体となることが想定されている。
2019年3月の都市計画素案説明会の資料によれば、西本町駅（仮称）の南、長堀通の北側で分岐する南海ルートは、平面的にはJRルートとほぼ同じ位置を単線シールドトンネル2本で35パーミルの下り勾配を進んで、千日前通の賑橋跡より南側に南海新難波駅（仮称）が設けられる予定とされている。この付近は共同溝よりさらに深い位置にする必要があることから地下6階の位置に単式ホーム2本が設けられる予定で、さらに直上の阪神高速1号環状線に影響を与えないようにするため、上下線のホームが別々に建設される計画となっている。そこからは44パーミルという急勾配で一気に上って、木津卸売市場とZepp Namba（OSAKA）の間で地上に出ると国道25号とは高架で交差し、今宮戎駅の南・大阪市立木津中学校の脇で南海本線と並行して新今宮駅に至る計画となっている。
元々汐見橋駅での接続を想定していた南海は、1990年になにわ筋線の竣工と同時に、南海高野線（汐見橋線）の汐見橋駅 - 木津川駅間 1.5 kmを現経路の地下へ移設し、汐見橋駅・芦原町駅を地下駅にする構想を発表した。しかし、2009年4月17日に行われた懇談会では、南海は地下鉄御堂筋線の混雑緩和や事業性などの観点から、難波駅での接続構想も示していた。また、自治体関係者らの実務者レベルの検討会では、南海が「キタとミナミという都市拠点をつなぐ観点でルートを考える必要がある」と述べたことから、南海本線難波駅までを結ぶルートを検討対象に加えることを提案していた。国土交通省近畿運輸局は、いずれの3ルートも技術的に建設可能としたが、難波駅から延伸する場合は地下ホームの新設と分岐のため配線変更が必要で、周辺に地下街などはあるが空間的に可能と判断された。
2011年3月24日に開催された国土交通省近畿運輸局の検討会では、難波駅と地下で接続した方が採算面で有利であるとの調査結果が発表された。汐見橋駅接続では難波駅接続と比べ、予想される乗降客数が少なく、路線も長くなり建設費が700億円増えることから、難波駅接続が有力となった。難波駅接続にすることにより、最短で開業24年目に黒字化が見込まれるとされた。
2012年3月21日に開催された国土交通省近畿運輸局の検討会（最終）では、汐見橋駅経由と比べ建設費が700億円安くなり需要も見込め採算性で勝る難波駅を経由するルートで合意した。その後、詳細なルート検討において、南海ルートについては現在の難波駅とは別の場所を通過し、新今宮駅で合流する経路とされている。

### 阪急
阪急はリリースの時点ではなにわ筋線の運行に関与する計画となっていないが、北梅田駅から十三駅方面に至る「なにわ筋連絡線」の整備に向けた調査・検討を国と連携しながら進めることが同じリリースで言及されている。日本経済新聞は十三駅に地下ホームを新設し、狭軌の新線を建設してなにわ筋線に乗り入れる方向であると報じている。
これについては、元々阪急と梅田北ヤードを結ぶ路線として構想されていたものだが、近畿地方交通審議会答申第8号では西梅田・十三連絡線（西梅田 - 北梅田（仮称） - 十三）として地下鉄四つ橋線と直通する計画に改められ、議論の中心はそちらへと移っていた。2012年には、なにわ筋線に代わって、阪急新大阪連絡線・西梅田・十三連絡線を建設し、阪急・四つ橋線・南海経由で新大阪と関西空港を結ぶルートも検討されていた。しかし、西梅田駅の北側を阪神本線の地下トンネルがふさいでいるため西梅田・十三連絡線の構想が進展しなかったこともあって、最終的に当初の「なにわ筋連絡線」の計画に戻ったとされる。
阪急では新大阪連絡線の実現を2025年度までの長期計画に盛り込んでおり、新大阪連絡線となにわ筋連絡線を一体整備する方向でJR西日本・南海・大阪府・大阪市と協議を行うと報道されている。
2022年12月27日付産経新聞による、阪急阪神ホールディングス次期社長の嶋田泰夫副社長へのインタビューで十三駅からJR新大阪駅を結ぶ「新大阪連絡線」と、十三駅から大阪駅北側の再開発地区「うめきた2期」の新たな地下駅「大阪駅」を結ぶ「なにわ筋連絡線」の2つの阪急電鉄の新線を、それぞれ令和13年（2031年）に開業させる方針を明らかにした。新線は軌間になにわ筋線と同じ狭軌を阪急としては初めて採用して新大阪駅・十三駅から関西国際空港方面に乗り換えなしで移動を可能とし、なにわ筋線との同時開業を目指すとしている。
さらに2023年8月16日付産経新聞では、阪急電鉄専務取締役の上村正美が同紙へのインタビューに対し、十三駅並びに新大阪連絡線を含めて全線を地下路線とした上で、阪急の新大阪駅を淀川区宮原3丁目（JR新大阪駅北口付近）の自社所有地に設置する計画や、「南海と共通構造の独自車両を導入し、メンテナンスは南海に依頼する」方針を示している。

## 運行形態
具体的な運行形態は決まっていないが、大阪市では日中の運行本数を1時間あたりJR西日本が7本（特急3本〈うち1本が「くろしお」、2本が「はるか」〉、快速4本〈全て「関空・紀州路快速」〉）、南海が6本（特急2本〈全て「ラピート」〉、急行4本〈全て「空港急行」〉）と想定している。

### JR西日本
2023年9月時点の計画では、特急「はるか」「くろしお」「関空快速」「紀州路快速」の運転経路を大阪環状線経由からなにわ筋線経由に変更する予定となっている。ただし、その他の列車のなにわ筋線での運転計画については、JR難波駅で接続している関西本線（大和路線）や、大阪駅で接続しているおおさか東線の列車の延長有無を含めて、未定となっている。

### 南海
2023年8月発売の鉄道ピクトリアル2023年10月臨時増刊号「特集 南海電気鉄道」内の記事「対談:南海電気鉄道の鉄道事業を語る」で当時の南海電気鉄道執行役員である梶谷知志が明らかにした運行計画（該当ページはp.24）によると、同時点での計画では、南海側から入る列車のうち、空港急行は大阪駅（地下ホーム。梶谷は記事内では「うめきた」と表現）発着とし、ラピートは大阪駅を越えてJR西日本おおさか東線の新大阪駅まで運転する計画となっている。なお、同誌に掲載の運転計画によると、共用区間を外れる大阪駅 - 新大阪駅間は南海がJR西日本に片乗り入れの形態を採る予定である。

## 駅一覧
- 2017年（平成29年）5月23日発表の5者共同リリースに基づく。
- 全駅大阪府大阪市に所在。大阪駅・JR難波駅・新今宮駅を除き駅名は仮称。なお、南海側も大阪駅のみは駅名を決定している。
- 中之島駅・西本町駅を管理する鉄道事業者については未定。
- 駅間距離については2023年9月時点では未公表となっている。

| JR | 南海 | 駅名         | 接続路線 | 所在地 |
| -- | ---- | ------------ | --- | ------ |
| ◯  | ◯    | 大阪駅       | 西日本旅客鉄道：東海道本線（ おおさか東線・梅田貨物線）/ 東海道本線（ JR京都線・ JR神戸線・ JR宝塚線）・ 大阪環状線 JR東西線（北新地駅） 阪急電鉄：なにわ筋連絡線（協議中） / 京都本線・ 宝塚本線・ 神戸本線（大阪梅田駅） 阪神電気鉄道： 本線（大阪梅田駅） 大阪市高速電気軌道： 御堂筋線（梅田駅） / 谷町線（東梅田駅） / 四つ橋線（西梅田駅） | 北区   |
| ◯  | ◯    | 中之島駅     | 京阪電気鉄道： 中之島線（中之島駅） | 北区   |
| ◯  | ◯    | 西本町駅     | | 西区   |
| ◯  | ｜   | JR難波駅     | 西日本旅客鉄道：関西本線（ 大和路線） 大阪市高速電気軌道： 四つ橋線（難波駅） 近畿日本鉄道：A 難波線（大阪難波駅） 阪神電気鉄道： 阪神なんば線（大阪難波駅） | 浪速区 |
| ｜ | ◯    | 南海新難波駅 | 南海電気鉄道： 南海本線・ 高野線（難波駅） 大阪市高速電気軌道： 御堂筋線・ 四つ橋線・ 千日前線（難波駅） 近畿日本鉄道：A 難波線（大阪難波駅） 阪神電気鉄道： 阪神なんば線（大阪難波駅） | 浪速区 |
| ｜ | ◯    | 新今宮駅     | 南海電気鉄道： 南海本線・ 高野線 西日本旅客鉄道： 大阪環状線・関西本線（ 大和路線） 大阪市高速電気軌道： 御堂筋線・ 堺筋線（動物園前駅） 阪堺電気軌道： 阪堺線（新今宮駅前停留場） | 西成区 |

- 西本町駅は、Osaka Metro中央線本町駅と阿波座駅のほぼ中間にある阿波座1交差点付近に設置予定。
- 大阪駅 - 中之島駅間で福島区を経由するが、同行政区内に駅は設置されない。2001年3月に最終報告書の概要が公表された運輸省（当時）都市鉄道調査[39]によれば、上表の区間内に「福島駅」（JR福島駅・阪神福島駅・新福島駅との連絡を想定）、「堀江駅」（西大橋駅との連絡を想定）の各駅を設けることが想定されていた。

## 答申など
1982年（昭和57年）2月の鉄道網整備調査委員会（大阪府と大阪市との合同構想）の計画
区間・経路：
- 新大阪駅 - なにわ筋 - 湊町駅（現在のJR難波駅）間
- 新大阪駅 - なにわ筋 - 岸ノ里駅（現在の岸里玉出駅）間

キロ程：約12km

1989年（昭和63年）5月31日の運輸政策審議会答申10号
2005年までに整備する事が適当である区間
- 新大阪 - 梅田北 - なにわ筋 - 湊町駅・汐見橋

2005年までに整備に着手する事が適当である区間
- 十三 - 梅田北（なにわ筋連絡線）

2004年（平成16年）10月8日の近畿地方交通審議会答申8号
中期的に望まれる鉄道ネットワークを構成する新たな路線
- 新大阪 - 北梅田 - 玉江橋（京阪中之島線・中之島駅） - 堀江（大阪市営地下鉄長堀鶴見緑地線・西大橋駅） - JR難波駅・南海汐見橋
- 西梅田 - 北梅田 - 十三（大阪市交3号線（大阪市営地下鉄四つ橋線）延伸（西梅田・十三連絡線（仮称））